# Магоч
Магоч (мађ. Mágocs) је град у Мађарској, у јужном делу државе. Шандорфалва управо припада Шашдском срезу Барањске жупаније, са седиштем у Печују.

## Природне одлике
Насеље Магоч налази у јужном делу Мађарске. Најближи већи град је Печуј.
Подручје око насеља је северно од Мечек планине, у заталасаном подручје западне Паноније. Надморска висина насеља је око 170 метара.

## Становништво
Према подацима из 2013. године Магоч је имао 2.376 становника. Последњих година број становника опада.
Претежно становништво у насељу су Мађари римокатоличке вероисповести. Остало су махом Немци (6%) и Цигани (5%).

### Попис1910.
| Магоч                                                                                          | Магоч                                                                                                |
| ---------------------------------------------------------------------------------------------- | --- |
| Језик                                                                                          | Вера                                                                                                 |
| укупно: 3.625 Немачки 2.834 (78,17%) Мађарски 781 (21,54%) Хрватски 1 (0,02%) остали 9 (0,24%) | укупно: 3.625 Римокатол. 3.400 (93,79%) Јевреји 169 (4,66%) Лутерани 47 (1,29%) Калвинисти 9 (0,24%) |